# 海灣50街車站
海灣50街車站（英語：Bay 50th Street station）是紐約地鐵BMT西城線一個慢車地鐵站，位於布魯克林格雷夫森德海灣50街及斯提威爾大道交界，設有D線（任何時候停站）列車服務。

## 車站結構
| P 月台層 | 側式月台 | 側式月台                          |
| P 月台層 | 北行慢車 | ← 往諾伍德-205街 (25大道)         |
| P 月台層 | 尖峰快車 | → 無定期服務                      |
| P 月台層 | 南行慢車 | → 往康尼島-斯提威爾大道 (總站) →  |
| P 月台層 | 側式月台 |                                   |
| M        | 夾層     | 閘機、出入口、MetroCard自動售票機 |
| G        | 街道層   | 出入口                            |

此站設有兩個側式月台和三條軌道，中央軌道不營運。
2012年，此站在2009年美國復蘇與再投資法案資助下翻新。

## 圖片

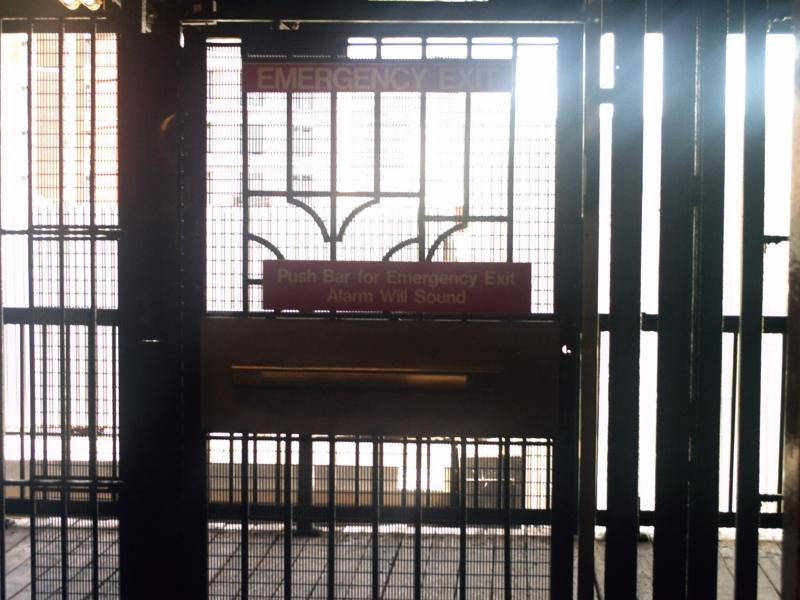
海灣50街南行側緊急出口
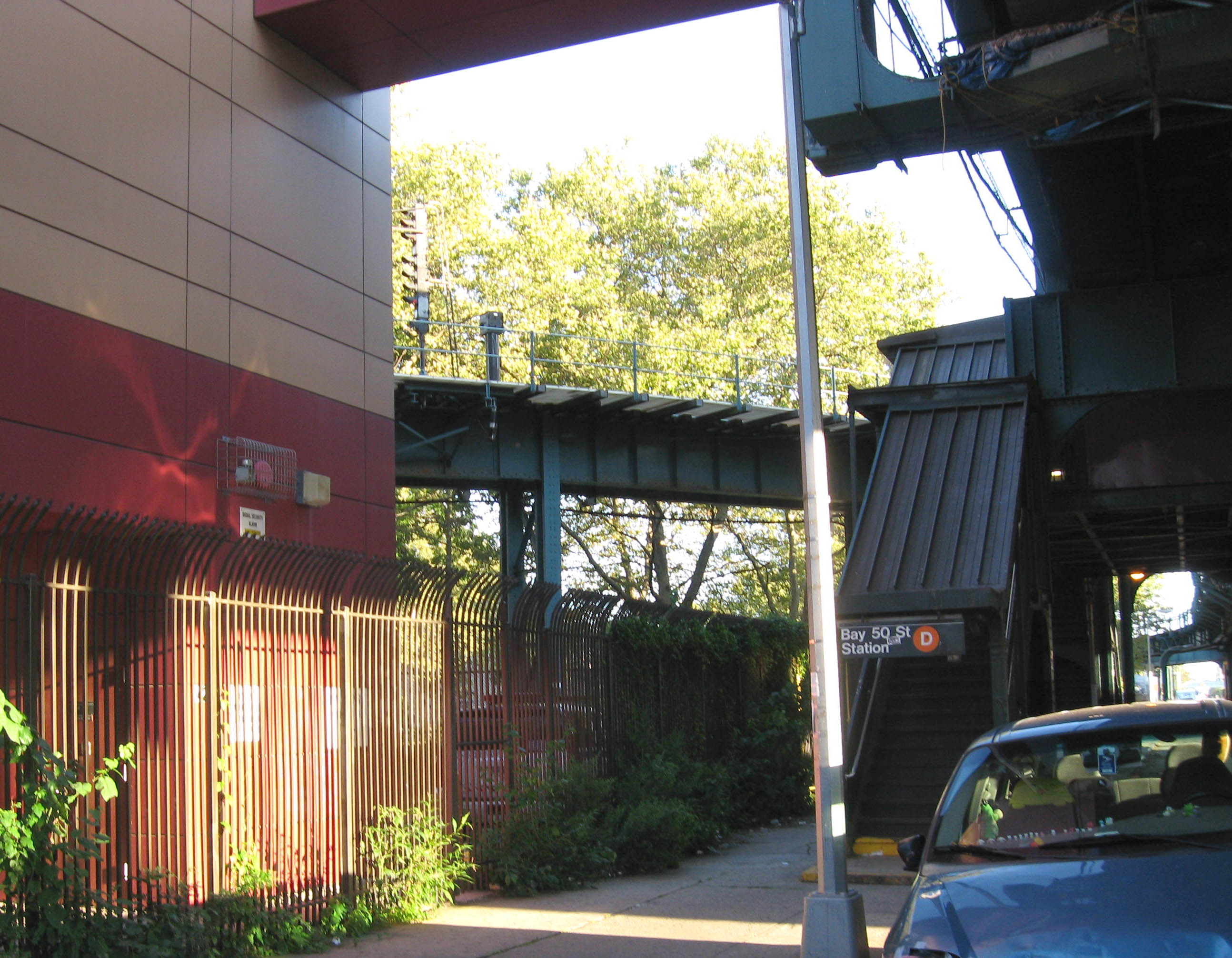
發電站，往康尼島車廠軌道及樓梯

## 外部連結
- nycsubway.org—BMT West End Line: Bay 50th Street
- Station Reporter — D Train
- Bay 50th Street entrance from Google Maps Street View （页面存档备份，存于）
- Platforms from Google Maps Street View